# 노정혜
노정혜(盧貞惠, 1957년 3월 1일~)는 대한민국의 서울대학교 생명과학부 교수, 한국과학기술한림원 정회원이며 한국연구재단 이사장이다.

## 학력
1979년 서울대학교에서 미생물학 학사를 졸업했고, 1979년~1984년 미국 위스콘신대학교 대학원에서 분자생물학 석사, 박사학위를 취득하였다.

## 경력
1986년 서울대학교 생명과학부에 취임하여 현재까지 교수로 활동하고 있으며, 2004년 서울대학교 연구처장, 2005년 기초기술연구회 이사를 역임하였다. 2013년, 2014년에는 국가과학기술자문회의 과학기술기반분과 자문위원으로도 활동하였으며, 2009년부터 현재까지 한국과학기술한림원 정회원으로, 2010년부터 미국 American Academy of Microbiology, Fellow 종신회원으로 활동하고 있다. 2018년에는 한국연구재단 이사장으로 취임하여 연구자와 국민 중심 기초연구진흥에 힘쓰고 있다.

## 수상
2002년 한국 로레알-유네스코 여성과학자상, 2006년 올해의 여성과학기술인상, 2011년 제13회 한국과학상을 수상했다.